# Some Kind of Monster (documental)
Some Kind of Monster es un documental acerca de la banda de thrash metal Metallica, realizado en 2004. Lleva el mismo nombre que una canción de Metallica del disco St. Anger.
Todo comenzó como un simple documental al estilo making of del disco St. Anger pero fue convirtiéndose en una entrada hacia las relaciones personales de la banda y la lucha con los procesos creativos.

## Reseña
El documental empieza en 2001, cuando Jason Newsted decide abandonar el grupo y el comienzo de la conflictiva grabación de St. Anger. El objetivo inicial, según explicó el productor Bob Rock (quien, además, se encargó del bajo en las grabaciones), era hacer "un álbum de garaje, como si fuera cualquier banda empezando su carrera... solo que en este caso la banda se llama Metallica". Dado el objetivo, deciden trabajar en The Preside sin material ni ideas pregrabadas, creando sonidos al momento, conservando la fluidez que querían transmitir en el disco. En un intento por recobrar la unidad del grupo, es contratado el "entrenador de aprovechamiento en el escenario" Phil Towle, quien somete a una intensa terapia a Metallica. Mientras James Hetfield y Lars Ulrich pierden el control, Kirk Hammett se muestra impasible y desea continuar con la grabación del disco, pero llega un momento en que explota y revela lo que se siente al estar bajo control durante 15 años. No obstante, James Hetfield deja abruptamente el grupo para internarse en una clínica de rehabilitación y librarse de su adicción al alcohol. Entre tanto, Lars tiene un sentido encuentro con el guitarrista de Megadeth, Dave Mustaine, quien visita el estudio y confiesa que fue muy duro para el dejar la banda sin que le dieran otra oportunidad, y que a pesar del éxito que tiene con Megadeth, su música siempre estaba bajo la sombra de la que solía hacer Metallica. Hetfield regresa después de casi un año y comienzan a trabajar en un nuevo estudio, HQ, retomando material de The Preside pero en un horario muy limitado dada la rehabilitación de Hetfield. Ulrich confiesa que está resentido porque Hetfield impone el control de todo, incluso cuando no está; principalmente porque Hetfield pidió al grupo que no trabajasen con las canciones cuando él no estuviese.
El documental también aborda entrevistas con Jason Newsted y su propio grupo, Echobrain, tanto en ensayo como tocando en vivo. Metallica recibe una llamada de MTV, aludiendo que los han escogido como los MTV ICON del año pero con condición de presentar a un substituto en el bajo. Después llevan a cabo las audiciones públicas de la banda para encontrar un reemplazo. En una escena después de la audición de Robert Trujillo, el guitarrista Kirk Hammett nota de que él usa los dedos para tocar, en lugar de una plumilla y menciona que "nadie ha tocado así desde Cliff Burton". Esto deja a Ron McGovney como el único miembro de Metallica que no es mencionado en el documental. Finalmente se le ve a Metallica presentándose en el MTV ICON y realizando la grabación del video de la canción St. Anger, embarcándose en una nueva gira.

## Recepción
La reacción de los fanes acerca de la película es diversa. Muchos aplaudieron la forma en que Metallica estaba dispuesto a presentarse, y alabó a la banda por tener el valor de mostrarse lo más natural posible. Otros se burlaban de la película y de la banda por ser nada más que una mirada dentro del mundo del rock, la inseguridad de los artistas luchando a brazo partido contra la edad, la madurez, y la disminución de su popularidad.
A pesar de la reacción de los fanes, la película fue bien recibida por la crítica y en la actualidad posee un 87% en Rotten Tomatoes, además de su certificado Certified Fresh, con el siguiente consenso: «Una mirada fascinante detrás de las escenas de la forma en que sobrevive Metallica en sus periodos más turbulentos».
Los productores solicitaron la aprobación de Dave Mustaine para incluir las imágenes de su reunión en el 2001 con Ulrich. Mustaine rechazó la solicitud que había firmado anteriormente en un formulario de autorización dando a la banda y los productores el derecho a utilizar el material del archivo. Mustaine afirmó más tarde que esto lo tomó como "la traición final" y que ahora ha perdido la esperanza de que alguna vez pueda conciliarse con sus excompañeros de banda. A pesar de que recibió una medida de satisfacción por haber sido incluido y reconocido en la película como el guitarrista original de Metallica, Mustaine sintió que las tomas de la entrevista fueron editadas para retratarlo en una forma "menos halagadora".  